# Afghanistans folkdemokratiska parti

Folkdemokratiska partiets flagga

Afghanistans folkdemokratiska parti (PDPA) (persiska: حزب دموکراتيک خلق افغانستان; pashto: د افغانستان د خلق دموکراټیک ګوند) var ett kommunistiskt parti bildat 1965 i Kungariket Afghanistan av Babrak Karmal och Nur Muhammad Taraki. Det var det styrande partiet i Afghanistan från 1978 till 1992.

## Historia
Partiet knöt tidigt starka band till Sovjetunionen men splittrades redan 1967 i olika grupper, följande huvudsakligen socioekonomiska linjer, i synnerhet landsbygdsbefolkningen och mer reformsinnade stadsbor representerades av de två falangerna Khalq respektive Parcham. Dessa två skiljde sig ideologiskt då Parcham, med stöd i bland annat den urbana medelklassen, föredrog en gradvis socialistisk utveckling medan Khalq var radikalare och sökte en leninistisk revolutionär samhällsomdaning. Khalq anklagade också Parcham för att stödja kungen vilket spädde på misstron och splittringen inom partiet. Partiet stödde kuppen mot kung Mohammed Zahir Shah 1973 då Afghanistan blev en republik men snart uppstod fiendskap mellan den nya presidenten Mohammed Daoud Khan och kommunisterna.

### Enpartistyre
1977 lyckades man med sovjetisk medling nå enighet inom partiet och året därpå tog partiet makten i Saurrevolutionen och utropade Demokratiska republiken Afghanistan. Nur Muhammad Taraki från Khalq-fraktionen blev dess förste president. Han mördades 1979 och efterträddes av Hafizullah Amin, även han från Khalq. Amin hetsade på omedelbara, omfattande reformer samt bedrev utrensningar som kostade mellan 10 000 och 20 000 människor livet.
Redan våren 1978 bröt det ut ett lokalt uppror mot den nya ordningen, och det följdes av flera. I mitten av mars 1979 revolterade först militärgarnisonen i Herat och sedan hela staden, och regeringen svarade med bombningar som dödade tusentals civila. Resultatet blev massflykt till Pakistan och Iran, och de oppositionella afghanska exilpartier som redan fanns i pakistanska Peshawar började förse den afghanska motståndsrörelsen med vapen. Hösten 1979 hade ungefär halva den värnpliktiga armén deserterat och många hade gått över till upprorsmännen, som blev kända under det gemensamma namnet mujahedin, dvs trons (islams) krigare.
Samtidigt stred de olika falangerna internt inom partiet. I december 1979  invaderade Sovjetunionen Afghanistan, dödade Hafizulla Amin och tillsatte Babrak Karmal från Parcham-fraktionen som ny president. Detta följdes av  ständigt ökande truppnärvaro för att skydda den nya regeringen. Även samhällsgrupper som tidigare stödde de socialistiska reformerna vände Folkdemokratiska partiet ryggen när Sovjetunionen intervenerade i landet.
Under 1980-talet förlorade Sovjetunionen och dess marionettregering i Afghanistan alltmer mark till krigsherrar och religiösa gerillagrupper. Sovjetunionens upplösning 1989 innebar att militärinsatsen avslutades och att allt finansiellt bistånd upphörde. 1990 förkastades marxism–leninism som ideologi för folkdemokratiska partiet, vilket döptes om till Fosterlandspartiet. 1992 kollapsade regeringen och de krigsherrar som störtat den började bekämpa varandra i ett nytt inbördeskrig.

## Politisk plattform
Afghanistans folkdemokratiska parti drev en starkt anti-religiös politik som innehöll bland annat statsateism, avskaffande av Sharialagar samt att uppmuntra män att raka av sina skägg, vilka inom islam ses som ett tecken på fromhet men partiet uppfattade som reaktionärt. Man genomförde också en jordreform där mark omfördelades till småbönder. Tvångsgifte och andra traditioner partiet bedömde var bakåtsträvande och feodala förbjöds och man satsade på utbildning för både män och kvinnor. Dessa reformer möttes dock av starkt motstånd, särskilt av konservativa på landsbygden, där det sågs som ett försök att påtvinga folket främmande seder.